# Tourville-sur-Arques

Tourville-sur-Arques este o comună în departamentul Seine-Maritime, Franța. În 1 ianuarie 2022 avea o populație de 1.190 de locuitori.